# Solidago altissima
 (septembre 2022).
Espèce
Solidago altissima, en anglais tall goldenrod (la grande verge d'or en traduction mot à mot), est une espèce de plante à fleurs de la famille des Asteraceae, d'origine nord-américaine répandue dans une grande partie du Canada, des États-Unis et du nord du Mexique. Elle est commune dans une grande partie de son aire de répartition et assez tolérante à l'anthropisation des paysages. Elle s'est naturalisée dans de nombreuses régions du monde,,.
Solidago altissima mesure un à deux mètres de haut, avec des poils fins sur la tige. Les feuilles sont situées le long de la tige. Une plante peut produire jusqu'à 1500 petites têtes de fleurs jaunes dans un large éventail conique.
Solidago altissima est auto-incompatible. Le pollen d'une plante ne peut pas polliniser les parties florales femelles de la même plante.

## Classification
Solidago altissima a des populations diploïdes, tétraploïdes et hexaploïdes et des variations morphologiques qui ont généralement conduit à la classer en deux sous-espèces, qui grosso modo peuvent être identifiées comme étant originaires des parties orientale et occidentale du continent.
Au sein de Solidago, S. altissima fait partie du complexe d'espèces Solidago canadensis, qui est classé dans la sous-section Triplinervae. S. altissima a parfois été classé comme faisant partie de S. canadensis.
Sous-espèces,
- Solidago altissima subsp. altissima : sous-espèce autonyme, elle est présente au Canada (dans l'Est du Canada sauf à Terre-Neuve-et-Labrador et dans les provinces de la Saskatchewan et du Manitoba), aux États-Unis et au Mexique, et introduite en Chine, en Corée, en Nouvelle-Galles du Sud, à Taïwan et en Transcaucasie.

- Solidago altissima subsp. gilvocanescens (Rydb. ) Semple : sous-espèce présente dans l'Ouest canadien et en Ontario, aux États-Unis à l'est du fleuve Mississippi dans l'Illinois et à l'ouest à travers les États des Grandes Plaines et au Mexique (où elle chevauche la subsp. altissima).